# Дальневосточная стронгилура
Дальневосточная стронгилура, или дальневосточный сарган (лат. Strongylura anastomella), — вид лучепёрых рыб семейства саргановых. Распространены в Северо-западной части Тихого океана от Южно-Китайского моря до залива Петра Великого и вдоль восточного побережья Японских островов на север до острова Хоккайдо. Максимальная длина тела 100 см. Максимальная масса 1 кг. В спинном плавнике нет жёстких лучей и 17-21 мягких. В анальном плавнике нет жестких лучей и 21-25 мягких. Тело сильно вытянуто и сжато с боков. Хвостовой плавник у молодых усеченный и слегка выемчатый. Хвостовой стебель сжат, без киля. Окрас голубовато-серебристый, без пятен. Пелагические морские рыбы. Их икру можно обнаружить прикреплённой к дрейфующим в открытом море предметам. Охранный статус вида не оценён, они безвредны для человека, промыслового значения не имеют.